# Jiaodontus
Jiaodontus är ett utdött släkte av  lonchidiid broskfiskar som levde i Liuhuanggou, Xinjiang, nordvästra Kina, under yngre jura.Fossil har hittats i bergsformationen  Qigu, Kina. Den namngavs av Stefanie Klug, Thomas Tütken, Oliver Wings, Hans-Ulrich Pfretzschner och Thomas Martin år 2010, som arten Jiaodontus montaltissimus.